# 둔내 나들목
둔내 나들목(Dunnae IC)은 강원특별자치도 횡성군 둔내면 우용리와 현천리에 걸쳐 있는 영동고속도로의 30번 교차로이다. 나들목 진출입로 및 요금소는 둔내면 둔방내리와 접하고 있다. 둔내면으로 진출할 수 있으며, 인근에 웰리힐리파크 (구 현대성우리조트), 주천강강변자연휴양림이 있다.

## 연혁
- 1975년 10월 14일 : 영동고속도로 새말 ~ 강릉 구간 개통에 따라 둔내 교차로라는 이름의 평면 교차로로 영업 개시[1]
- 1999년 7월 15일 : 새말 요금소 ~ 월정 요금소 구간이 왕복 4차선으로 확장 개통되면서 나들목을 이전, 둔내 요금소를 둔내 나들목 진출입로로 이설하고 통행료 징수 개시[2]

## 구조물 정보
- 위치: 강원특별자치도 횡성군 둔내면 우용리, 현천리
- 영업소: 강원특별자치도 횡성군 둔내면 영동고속도로 161

## 접속하는 도로
- 국도 제6호선 (경강로)
- 간접 연결 : 지방도 제411호선 (강변로, 현천삼거리 이용), 지방도 제420호선 (고원로, 경강로 이용)

## 교통량 정보
| 요금소        | 통행량 (대/일) | 통행량 (대/일) | 통행량 (대/일) | 통행량 (대/일) | 통행량 (대/일) | 통행량 (대/일) | 통행량 (대/일) | 통행량 (대/일) | 통행량 (대/일) | 통행량 (대/일) | 각주  |
| 요금소        | 2001년         | 2002년         | 2003년         | 2004년         | 2005년         | 2006년         | 2007년         | 2008년         | 2009년         | 2010년         | 각주  |
| ------------- | -------------- | -------------- | -------------- | -------------- | -------------- | -------------- | -------------- | -------------- | -------------- | -------------- | ----- |
| 둔내 (폐쇄식) | 1,704          | 1,909          | 2,006          | 2,038          | 2,070          | 2,070          | 2,158          | 2,094          | 2,099          | 2,188          | [ 3 ] |
| 요금소        | 2011년         | 2012년         | 2013년         | 2014년         | 2015년         | 2016년         | 2017년         | 2018년         | 2019년         |                | [ 3 ] |
| 둔내 (폐쇄식) | 2,147          | 2,142          | 2,166          | 2,179          | 2,247          | 2,426          | 2,525          | 2,438          | 2,463          |                | [ 3 ] |